# Trattato di Zuhab
Il trattato di Zuhab (in persiano عهدنامه زهاب‎, Ahadnāmah Zuhab), chiamato anche trattato di Qasr-i Shirin (in turco Kasr-ı Şirin Antlaşması), fu un accordo firmato tra l'Impero safavide e l'Impero ottomano il 17 maggio 1639. L'accordo pose fine alla guerra ottomano-safavide del 1623-1639 e fu l'ultimo conflitto in quasi 150 anni di guerre intermittenti tra i due imperi per controversie territoriali. Può essere visto grossomodo come una conferma della precedente pace di Amasya del 1555.

## Storia
Il trattato ha confermato la divisione dei territori in Asia occidentale precedentemente detenuti dai Safavidi, come la separazione permanente del Caucaso tra le due potenze, in cui l'Armenia orientale, la Georgia orientale, il Daghestan e l'Azerbaigian rimasero sotto il controllo dell'Impero safavide, mentre la Georgia occidentale e la maggior parte dell'Armenia occidentale passarono completamente sotto il dominio ottomano. Anche tutta la Mesopotamia (compresa Baghdad) venne ceduto irreversibilmente agli ottomani così come il Samtskhe orientale (Meskheti) controllato precedentemente dai Safavidi.
Tuttavia, le controversie sul confine tra la Persia e l'Impero ottomano non finirono. Tra il 1555 e il 1918, la Persia e gli ottomani firmarono non meno di 18 trattati che avrebbero rimodificato i loro confini contesi. L'esatta demarcazione secondo questo trattato sarebbe iniziata in modo permanente durante il XIX secolo, definendo essenzialmente il tracciato approssimativo della frontiera tra l'Iran moderno e gli stati di Turchia ed Iraq (l'ex confine ottomano-persiano fino al 1918, quando l'Impero ottomano perse i suoi territori in Medio Oriente dopo la sconfitta nella prima guerra mondiale). Tuttavia, secondo il professor Ernest Tucker, il trattato di Zuhab può essere visto come il "culmine" di un processo di normalizzazione tra le due parti iniziato con la pace di Amasya. A differenza di qualsiasi altro trattato ottomano-safavide, il trattato di Zuhab si dimostrò più "resistente", e divenne un "punto di partenza" per quasi tutti gli ulteriori accordi a livello diplomatico tra i due vicini.

### Ulteriori letture
- Sabri Ateş, Treaty of Zohab, 1639: Foundational Myth or Foundational Document?, in Iranian Studies, vol. 52, 3–4, 2019,  pp. 397-423, DOI:10.1080/00210862.2019.1653172.